# Georges-Louis Arlaud
Pour les articles homonymes, voir Arlaud.
Georges-Louis Arlaud est un photographe français né le 24 juin 1869 à Genève et mort le 29 août 1944 à La Ciotat.

## Biographie
C'est après avoir repris l'entreprise familiale de céramique qu'il s’intéresse à la photographie afin de garder la trace des œuvres vendues. Il reprend par la suite, sur le conseil de son ami le photographe suisse Frédéric Boissonnas, un atelier à Lyon au 3 place Meissonier (dans le 1er arrondissement) qui devient bientôt une sorte de salon mondain des artistes et bourgeois de la ville, Particulièrement attiré par la nature il participe en 1925 à l'illustration d'une série de dix-huit fascicules mensuels ayant pour titre Le Visage de la France. 
Parallèlement il s’intéresse au nu et va le plus souvent placer ses modèles au milieu de paysages, de montagne en particulier. Vingt Études de Nu en Plein Air aux éditions Horos paru en 1920 connaît un grand succès à l’époque et reste très recherché par les amateurs aujourd'hui. L’album de la femme publié en 1936 connaîtra un égal succès. 
Il est décoré de l'ordre de la Francisque. Réinstallé à partir de 1942 à La Ciotat, il y connaît une fin tragique en 1944 au lendemain de la libération de la ville, son corps étant retrouvé dans une calanque après qu'il a été assassiné, sa villa pillée et son œuvre dispersée. 
Ses œuvres sont dans le domaine public depuis le 1er janvier 2015.

## Distinctions
- Ordre de la Francisque

## Publications
- La Louvesc : Annonay, Haut-Vivarais, texte d'André Chagny, Lyon, G.-L. Arlaud, coll. « Visions de France », 1929, 66 p. (Lire en ligne (extrait).
- Marseille et ses environs, texte d'André Chagny, Lyon, G.-L. Arlaud, coll. « Visions de France », 1931, 68 p. (Lire en ligne (extrait).
- La Corse, texte d'André Chagny, Lyon, G.-L. Arlaud, coll. « Visions de France », 1937, 135 p. (Lire en ligne (extrait).

## Galerie

### France

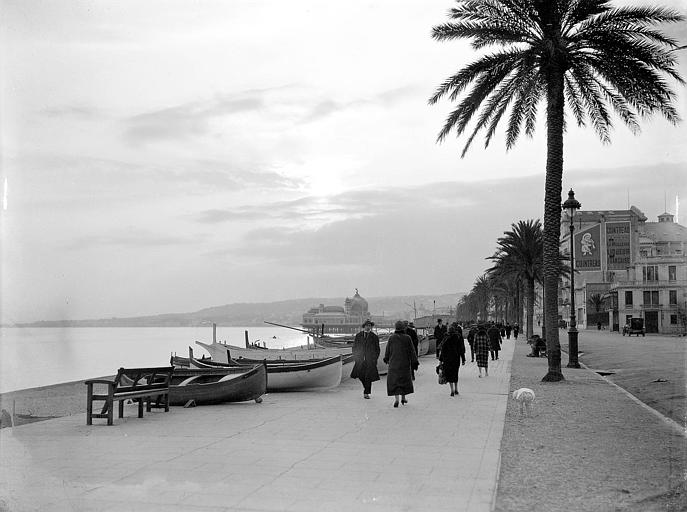
Coucher de soleil sur la Promenade des Anglais
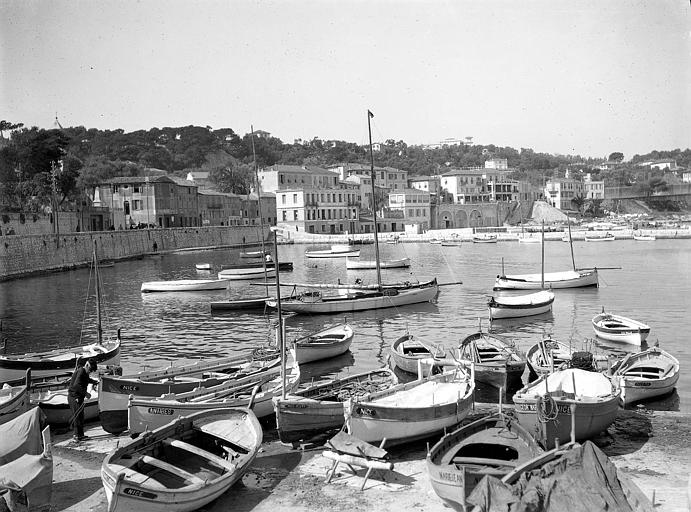
Port : bateaux de pêche à quai
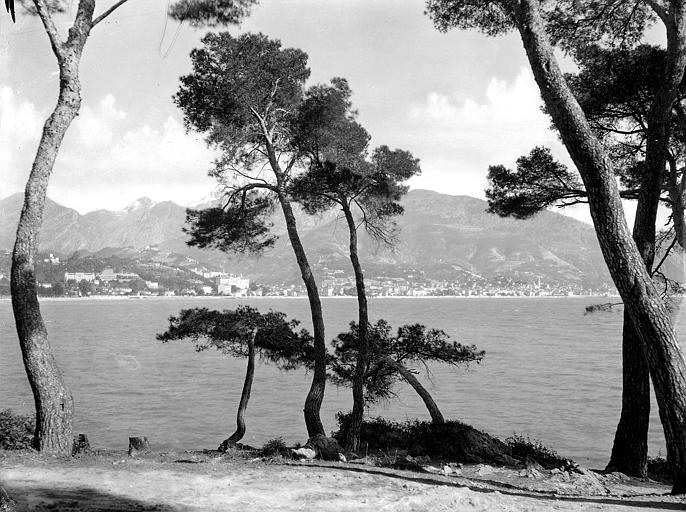
Menton vu du Cap-Martin
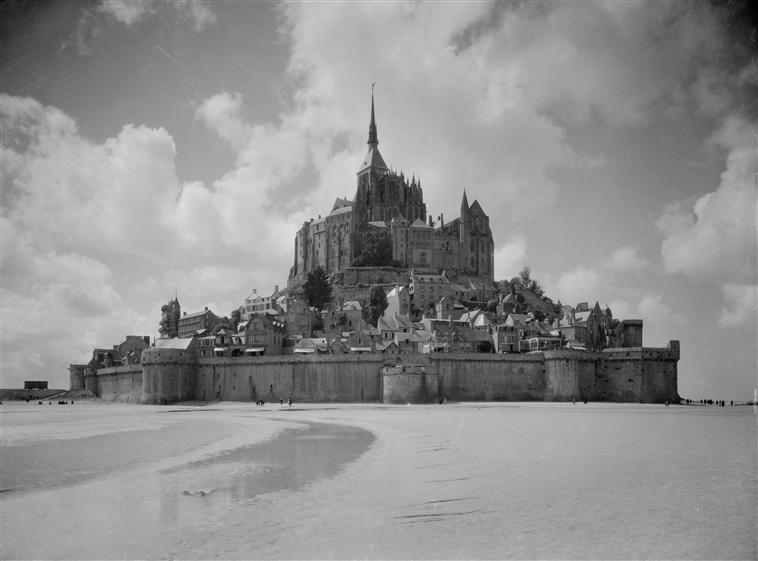
Mont Saint-Michel
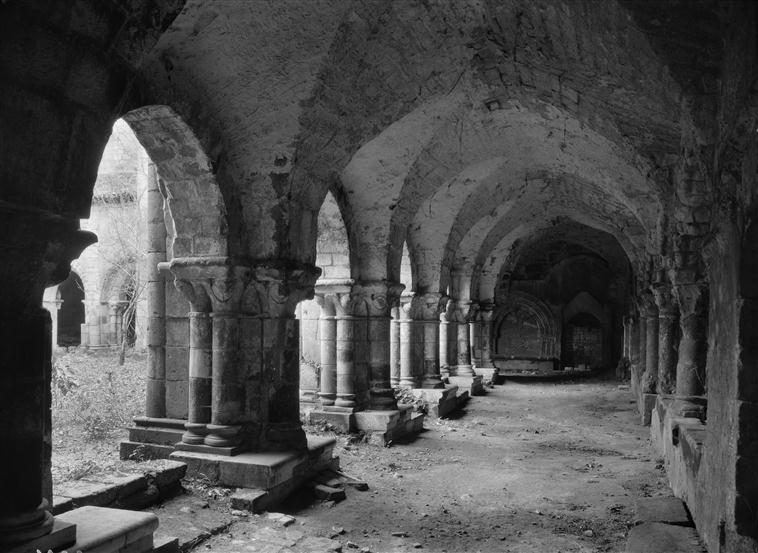
Cloître de l'abbaye de Nieul-sur-l'Autise en Vendée
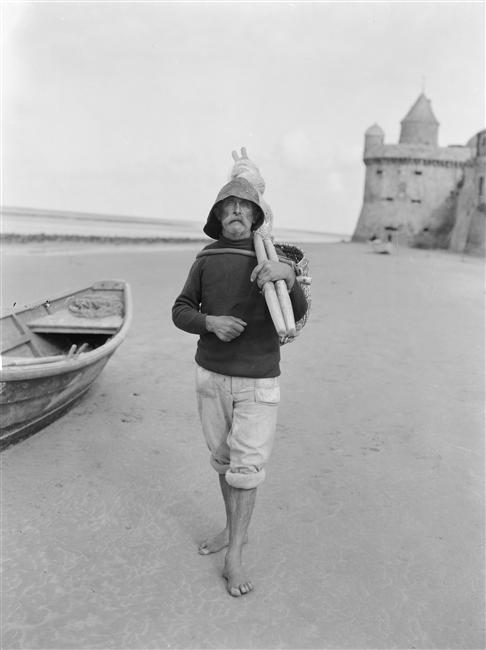
Pêcheur du Mont-Saint-Michel

### Algérie

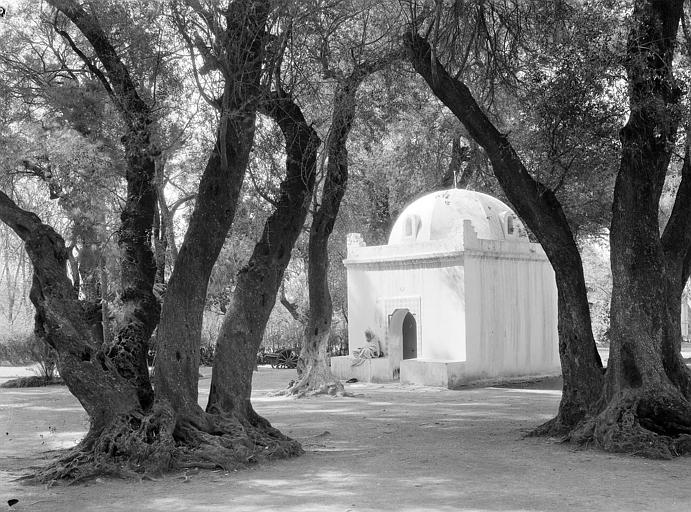
Le bois sacré
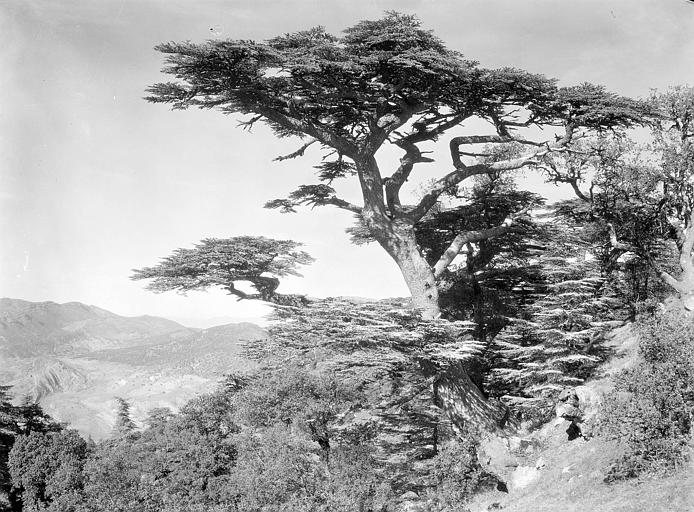
Cèdres centenaires
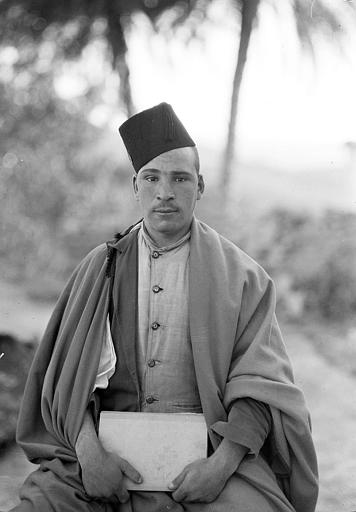
Le fils du Cheikh Abderammane

### Nus

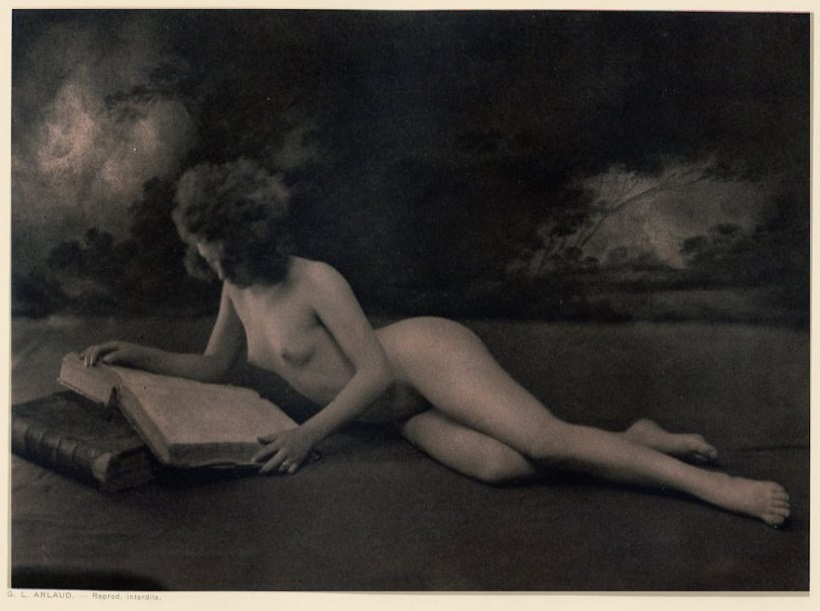
La Liseuse
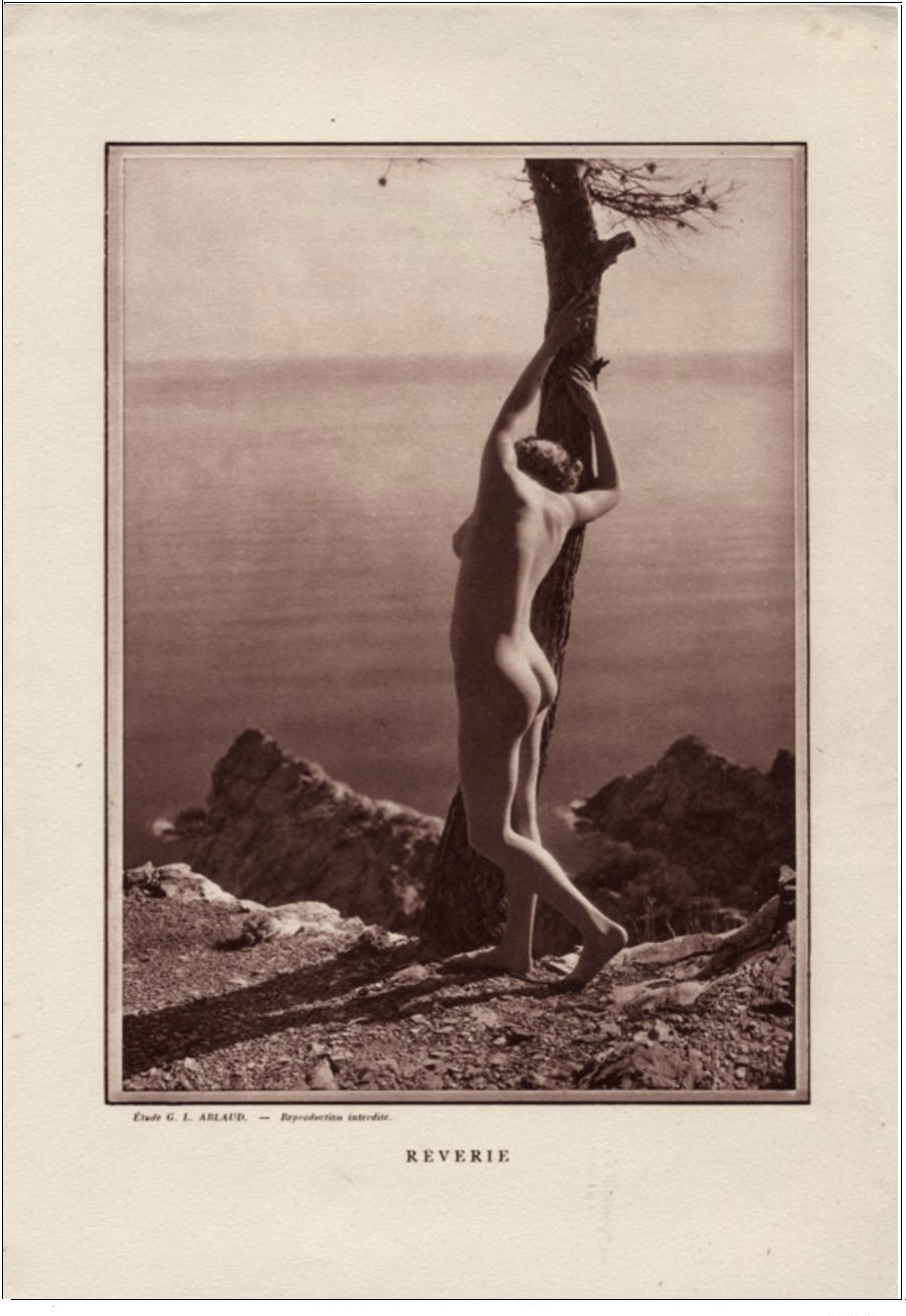
Rêverie
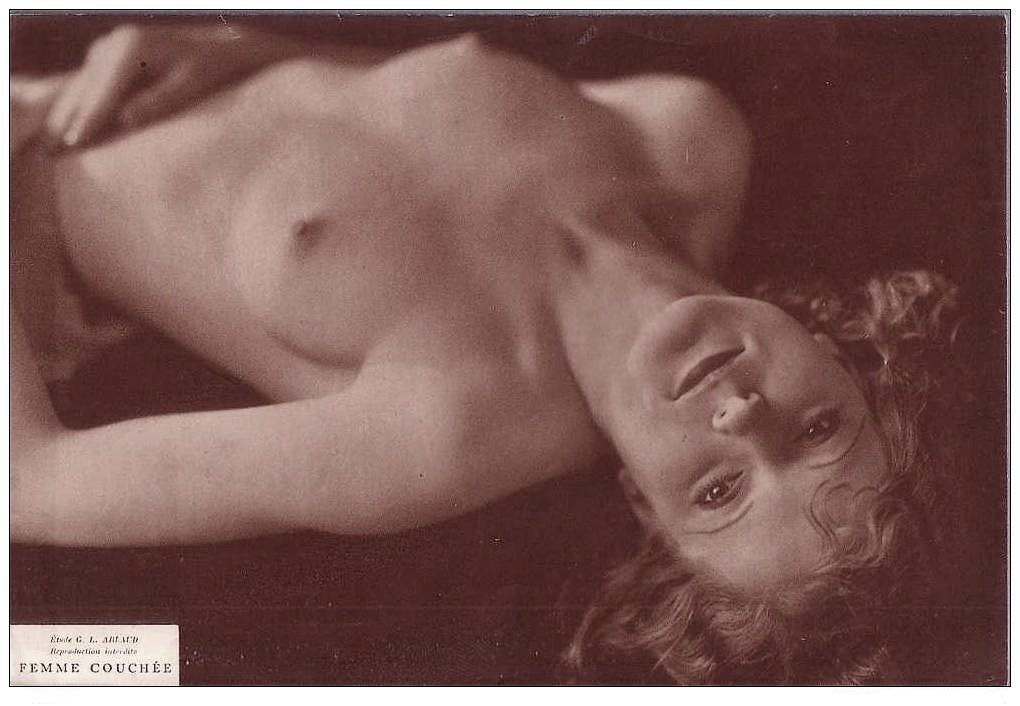
Femme couchée

## Expositions
- 5 juillet au 20 août 2000 : D'une rive à l'autre de la Méditerranée : Visages de la France et du Maghreb, photographie 1925-1927, Abbaye de Montmajour[2].